# Psyroides flavivertex
Psyroides flavivertex är en fjärilsart som beskrevs av Eugen Wehrli 1931. Psyroides flavivertex ingår i släktet Psyroides och familjen mätare. Inga underarter finns listade.